# Tunel Lysůvky
Tunel Lysůvky je dálniční tunel na dálnici D48 ve vesnici Lysůvky, části města Frýdek-Místek v okrese Frýdek-Místek. Tunel se dvěma dvoupruhovými tubusy délky 160 m podchází ulici Zahradnickou, která tvoří spojnici dvou částí Lysůvek. Kvůli stavbě dálnice a tunelu musely být v této ulici zbořeny dva domy.
Výstavba tunelu i celého úseku rychlostní silnice R48 z Rychaltic do Frýdku-Místku o délce 7,1 km byla zahájena v září 2009, zhotovitelem bylo sdružení společností Skanska DS, ODS-Dopravní stavby Ostrava a Metrostav. Hloubený tunel byl realizován pomocí technologie milánských stěn s prefabrikátovými stěnami, monolitickým železobetonovým stropem betonovaným na zemní skruži a následným odtěžením zeminy. Celkové náklady na stavbu úseku R48 (včetně tunelu) dosáhly výše 2,6 miliardy korun. Do provozu byl celý úsek slavnostně uveden 13. prosince 2012, z toho část od tunelu Lysůvky (včetně) po konec stavby (provizorní napojení na Příborskou ulici v Místku) o délce 0,9 km pouze v polovičním profilu (obousměrný provoz v pravém jízdním pásu). Levý jízdní pás v tunelu i navazujícím úseku byl zprovozněn 30. června 2013. K 1. lednu 2016 byla rychlostní silnice R48 překategorizována na dálnici D48.